# Олэрою, Космин
Аурелиан Космин Олэрою (рум. Aurelian Cosmin Olăroiu; род. 10 июня 1969, Бухарест) — румынский футболист и тренер. Лучший тренер Румынии 2006 года.

## Карьера

### Игрок
Играл за ряд румынских команд, но основных успехов добился в период выступлений за корейский «Сувон Самсунг Блюуингз», по два раза выиграв чемпионат Кореи, Кубок лиги и Суперкубок Кореи. Карьеру завершил в составе японского «ДЖЕФ Юнайтед».

### Тренер

#### Начало карьеры
В 2000 году начал тренерскую карьеру, возглавив бухарестский «Национал». Первый сезон под руководством Олэрою команда завершила на 7 месте, а на следующий год заняла второе место в чемпионате, опередив «Стяуа» и «Рапид».
В 2002 году подписал контракт со «Стяуа», но, проведя всего семь матчей, подал в отставку, обвинив руководство клуба и игроков в отсутствии поддержки. После отставки вернулся в «Национал» на пост генерального менеджера, а в 2003 году вновь стал главным тренером, сменив Вальтера Дзенгу.
Зимой 2004 года возглавил «Политехнику», приведя с собой ряд игроков из «Национала». Команда под его началом добилась лучшего результата в истории, заняв 4 место в чемпионате. Тем не менее в ноябре 2005 года владелец «Политехники» Мариан Янку отправил Олэрою в отставку.

#### «Стяуа» и успехи в Европе
Спустя несколько дней после отставки новый владелец «Стяуа» Джиджи Бекали пригласил его на должность главного тренера вместо Олега Протасова. По итогам сезона «Стяуа» выиграл чемпионский титул, а также дошёл до полуфинала Кубка УЕФА. Летом был выигран Суперкубок Румынии, а осенью команда пробилась в групповую стадию Лиги чемпионов.

#### Аль-Хиляль
В июне 2007 Олэрою подписал контракт с «Аль-Хилялем». В 2008 году он подтвердил свою тренерскую квалификацию, выиграв Кубок наследного принца и чемпионат. В феврале 2009 года покинул команду, оставив её на первом месте в чемпионате и выиграв ещё один Кубок наследного принца.

#### Аль-Садд
В апреле 2009 года подписал двухлетнее соглашение с катарским «Аль-Саддом». В декабре 2010 года объявил об уходе из клуба сразу после победы в Кубке звёзд Катара.

#### Аль-Айн
Летом 2011 года подписал контракт с «Аль-Айном». Под его началом команда, едва не вылетевшая из Про-лиги, преобразилась и в сезоне 2011/12 завоевала чемпионский титул. В сентябре 2012 года была одержана победа в Суперкубке ОАЭ.
В сезоне 2012/13 команда повторила успех, выиграв второй чемпионский титул подряд. В июне 2013 года было объявлено о продлении контракта с тренером ещё на два года, однако 1 июля 2013 года Олэрою покинул команду.

#### Аль-Ахли
6 июля 2013 года возглавил «Аль-Ахли», подписав контракт на три года. 30 августа одержал победу над своим бывшим клубом в матче за Суперкубок Эмиратов. В апреле 2014 года команда завоевала чемпионский титул, который для Олэрою стал третьим подряд. Ему был вручён приз как тренеру года.
В 2015 году команда дошла до финала Лиги чемпионов, где уступила «Гуанчжоу Эвергранд».

#### Саудовская Аравия
15 декабря 2014 года было объявлено о том, что Олэрою возглавит сборную Саудовской Аравии на Кубке Азии 2015. Под его началом команда уступила в товарищеских матчах Бахрейну и Южной Корее. Финальный турнир Кубка Азии сложился неудачно — в трёх матчах была одержана одна победа и саудовская команда отправилась домой после группового этапа. Олэрою вернулся к работе в клубе.

## Достижения

### Игрок
Сувон Самсунг Блюуингз
- Чемпионат Южной Кореи: 1998, 1999
- Кубок лиги: 1999, 2000
- Суперкубок Южной Кореи: 1999, 2000

### Тренер
Стяуа
- Чемпионат Румынии: 2005/06
- Суперкубок Румынии: 2006

 Аль-Хиляль
- Чемпионат Саудовской Аравии: 2007/08
- Кубок наследного принца: 2007/08, 2008/09

 Аль-Садд
- Кубок звёзд Катара: 2010

 Аль-Айн
- Чемпионат ОАЭ: 2011/12, 2012/13
- Суперкубок ОАЭ: 2012

 Аль-Ахли
- Чемпионат ОАЭ: 2013/14, 2015/16
- Кубок Лиги: 2013/14, 2016/07
- Суперкубок ОАЭ: 2013, 2014, 2016
- Финалист Лига чемпионов АФК: 2015

 Цзянсу Сунин
- Чемпион Китая: 2020